# 哈爾馬 (明尼蘇達州)
哈爾馬（英語：Halma）是一個位於美國明尼蘇達州基特遜縣的城市。

## 人口
根據2020年美國人口普查的數據，哈爾馬的面積為2.45平方千米，當中陸地面積為2.43平方千米，而水域面積為0.02平方千米。當地共有人口58人，而人口密度為每平方千米24人。